# Fallin' for You (cântec de Colbie Caillat)
„Fallin' for You” este un cântec al interpretei americane Colbie Caillat. Piesa face parte de pe cel de-al doilea album de studio al solistei, Breakthrough.
Comercializarea cântecului a început în iunie 2009, înregistrarea devenind cel mai mare succes al solistei în Statele Unite ale Americii de la promovarea lui „Bubbly”, debutând pe treapta cu numărul 12 în principala ierarhie compilată de Billboard.
Având ca temă centrală dragostea, „Fallin' for You” a fost apreciat într-un mod pozitiv de majoritatea criticilor și de unii soliști de muzică ușoară, printre care Miley Cyrus sau Taylor Swift.